# The Notorious B.I.G.
The Notorious B.I.G. of Biggie Smalls, pseudoniem van Christopher Wallace (New York, 21 mei 1972 – Los Angeles, 9 maart 1997) was een Amerikaans rapper.

## Levensloop

### Jeugd
Wallace groeide op in het New Yorkse stadsdeel Brooklyn. Zijn vader verliet het gezin toen Wallace twee jaar oud was en zijn moeder had twee banen terwijl ze hem opvoedde. Op school blonk Wallace uit in de klas met het winnen van verschillende prijzen als student Engels. Hij kreeg de bijnaam "Big" vanwege zijn overgewicht. Op twaalfjarige leeftijd begon hij met het verkopen van drugs. Zijn moeder, vaak weg op het werk, wist niet van haar zoons verkoop van drugs totdat Wallace een volwassene was.
Wallace ging naar de middelbare school in Downtown Brooklyn, waar in die tijd toekomstige rappers Jay-Z en Busta Rhymes ook op zaten. Op zijn zeventiende ging Wallace van school en belandde verder in de criminaliteit. In 1989 werd hij gearresteerd voor het bezit van wapens in Brooklyn en veroordeeld tot vijf jaar voorwaardelijk. In 1990 werd hij gearresteerd voor een schending van zijn proeftijd. Een jaar later werd Wallace gearresteerd in North Carolina voor het dealen van crack-cocaïne. Hij bracht negen maanden door in de gevangenis.

### Rapcarrière
Wallace begon met rappen toen hij een tiener was. Hij vermaakte mensen op straat en trad op met lokale groepen. Na zijn vrijlating uit de gevangenis, maakte Wallace een demo tape onder de naam Biggie Smalls, een verwijzing naar zijn bijnaam in zijn jeugd en naar zijn gestalte. De tape werd gehoord door platenproducer Sean Combs, die een ontmoeting regelde met Wallace. Hij tekende bij Combs' nieuwe label Bad Boy Records. In 1993 kreeg de vriendin van Wallace hun eerste kind. Hij ging verder met het verkopen van drugs na de geboorte om zijn dochter financieel te ondersteunen. Zodra Combs dit ontdekte, dwong hij Wallace om te stoppen.
Wallace werd bekend door zijn samenwerking met Mary J. Blige in 1994, onder het pseudoniem The Notorious B.I.G. Hij ging verder onder deze naam voor de rest van zijn carrière, nadat hij erachter kwam dat de oorspronkelijke naam "Biggie Smalls" al in gebruik was. 
In 1994 trouwde hij met r&b-zangeres Faith Evans nadat ze elkaar hadden ontmoet op een Bad Boy-fotoshoot. In datzelfde jaar bracht hij zijn debuutalbum Ready to Die uit. Singles hiervan waren Juicy en Big Poppa, die beide de geschiedenis ingingen als klassiekers. Zijn videoclips werden veelvuldig gedraaid op MTV en versterkten de bling-rage bij de jeugd in Amerika, als symbool van een geglobaliseerde kapitalistische samenleving, waarin multinationals, rivaliteit en stoerdoenerij de dienst uitmaken.
In 1995 bracht de protegégroep van The Notorious B.I.G., Junior M.A.F.I.A. ("Junior Masters At Finding Intelligent Attitudes") hun debuutalbum Conspiracy uit. De groep bestond uit vrienden uit zijn jeugd en bevatte rappers als Lil' Kim en Lil' Cease, die verder gingen met hun solocarrières.
In zijn succesjaren raakte The Notorious B.I.G. betrokken bij de strijd tussen de Eastcoast en de Westcoast, twee stromingen binnen de gangstarap. Zijn grootste rivaal werd Tupac Shakur, een rapper uit Californië.
Tupac was oorspronkelijk een goede vriend van The Notorious B.I.G. De band tussen Notorious B.I.G. en Tupac verslechterde toen er juwelen en teksten van hem werden gestolen en Tupac er The Notorious B.I.G. van beschuldigde. Enige tijd later werd Tupac neergeschoten en beroofd. Tupac overleefde deze aanslag. Notorious B.I.G. en Sean Combs waren in hetzelfde gebouw aanwezig. Tupac verweet Notorious B.I.G. ervan dat hij van de voorgenomen overval afwist en dat hij hem niet had verwittigd.
Hierop laaide het conflict tussen Eastcoast en Westcoast op; het eindigde pas toen zowel Tupac als Notorious B.I.G. waren overleden. In september 1996 werd Tupac vermoord. Een half jaar later was The Notorious B.I.G. zelf het slachtoffer van een moordaanslag.

## Dood
Op 9 maart 1997 werd The Notorious B.I.G. gedood toen hij geraakt werd door vier kogels in zijn borst, na het verlaten van een afterparty gehost door Vibe-magazine en Qwest Records voor de Soul Train Music Awards in Los Angeles. De moord op hem is tot op heden niet opgelost.

## Postume carrière
Twee weken na zijn dood kwam zijn tweede album uit, dat de titel Life After Death meekreeg. Het album kwam op nummer één binnen in de Amerikaanse hitparade; er werden 10 miljoen exemplaren van verkocht.
Eind 1997 nam Sean Combs (onder de rap alias "Puff Daddy") samen met Wallaces weduwe Faith Evans en de r&b-groep 112 het nummer I'll be missing you op: een eerbetoon aan The Notorious B.I.G. Het nummer werd een grote hit. Postuum werden nog enkele singles van The Notorious B.I.G. uitgebracht, waarvan Mo' money mo' problems (samen met Mase, Faraoh II, Lil' Kim en Puff Daddy) de grootste hit werd. Het nummer haalde in Nederland de nummer 1-positie in de Mega Top 50.
In 1999 kwam er nog een postuum album uit, Born Again. Op dit album staat de hitsingle Notorious B.I.G. (samen met Lil' Kim en Puff Daddy). In 2001 werd materiaal van The Notorious B.I.G. op het album Invincible van Michael Jackson gebruikt. In de loop van tijd was zijn stem te horen in hits zoals Foolish van Ashanti en The Realest Niggaz van 50 Cent. In 2003 had The Notorious B.I.G. nog een hit met Runnin' (Dying to Live), een nummer dat door de rapper Eminem was gemixt uit stukken tekst van de oude rivalen Tupac en The Notorious B.I.G.
Eind 2005 werd er als laatste eerbetoon nog een tweede album postuum uitgebracht onder de titel Duets: The Final Chapter, ook bekend onder de titel The Biggie Duets. Hiermee bewezen vrienden en collega-rappers nog de laatste eer aan de rapper. De singles waren Nasty Girl, waarin men Biggie de tekst van zijn nummer Nasty Boy hoort rappen, en Spit Your Game (met Bone Thugs-n-Harmony).
In 2009 werd er een biografische film gemaakt over zijn leven, getiteld Notorious.
Op 1 maart 2021 kwam de netflix-documentaire 'Biggie: I Got a Story to Tell' uit waarin de carrière van Christopher Wallace onder de loep werd genomen.

## Discografie

### Albums
| Album met eventuele hitnotering(en) in de Nederlandse Album Top 100 | Datum van verschijnen | Datum van binnenkomst | Hoogste positie | Aantal weken | Opmerkingen   |
| ------------------------------------------------------------------- | --------------------- | --------------------- | --------------- | ------------ | ------------- |
| Ready to die                                                        | 1994                  | -                     |                 |              |               |
| Life after death                                                    | 1997                  | 05-04-1997            | 16              | 32           |               |
| Born again                                                          | 1999                  | 18-12-1999            | 82              | 4            |               |
| Duets: The final chapter                                            | 2005                  | 24-12-2005            | 43              | 9            |               |
| Greatest hits                                                       | 2007                  | -                     |                 |              | Verzamelalbum |

| Album met hitnotering(en) in de Vlaamse Ultratop 200 albums | Datum van verschijnen | Datum van binnenkomst | Hoogste positie | Aantal weken | Opmerkingen |
| ----------------------------------------------------------- | --------------------- | --------------------- | --------------- | ------------ | ----------- |
| Life after death                                            | 1997                  | 27-09-1997            | 30              | 5            |             |
| Duets: The final chapter                                    | 2005                  | 28-01-2006            | 20              | 19           |             |

### Singles
| Single met eventuele hitnotering(en) in de Nederlandse Top 40 | Datum van verschijnen | Datum van binnenkomst | Hoogste positie | Aantal weken | Opmerkingen                                 |
| ------------------------------------------------------------- | --------------------- | --------------------- | --------------- | ------------ | ------------------------------------------- |
| Hypnotize                                                     | 1997                  | 14-06-1997            | 23              | 8            |                                             |
| Mo Money Mo Problems                                          | 1997                  | 16-08-1997            | 2               | 12           | met Puff Daddy & Ma$e                       |
| Been around the world                                         | 1997                  | 08-11-1997            | 22              | 3            | met The Family, Puff Daddy & Ma$e           |
| Runnin'                                                       | 1997                  | 08-11-1997            | tip4            | -            | met 2Pac                                    |
| Sky's the limit                                               | 1998                  | 07-02-1998            | tip15           | -            | met 112                                     |
| Notorious B.I.G.                                              | 2000                  | 19-02-2000            | tip11           | -            | met Puff Daddy & Lil' Kim                   |
| Runnin' (Dying to live) (Remix)                               | 2004                  | 10-01-2004            | 15              | 7            | met 2Pac                                    |
| Nasty girl                                                    | 2006                  | 28-01-2006            | 28              | 5            | met Diddy, Nelly, Jagged Edge & Avery Storm |
| Old thing back                                                | 2015                  | -                     |                 |              | met Matoma, Ja Rule & Ralph Tresvant        |

| Single met hitnotering(en) in de Vlaamse Ultratop 50 | Datum van verschijnen | Datum van binnenkomst | Hoogste positie | Aantal weken | Opmerkingen                                 |
| ---------------------------------------------------- | --------------------- | --------------------- | --------------- | ------------ | ------------------------------------------- |
| Mo' Money Mo' Problems                               | 1997                  | 23-08-1997            | 13              | 12           | met Puff Daddy & Ma$e                       |
| Been around the world                                | 1997                  | 01-11-1997            | 30              | 5            | met The Family, Puff Daddy & Ma$e           |
| Runnin' (Dying to live) (Remix)                      | 2004                  | 28-02-2004            | 30              | 9            | met 2Pac                                    |
| Nasty girl                                           | 2006                  | 28-01-2006            | 28              | 12           | met Diddy, Nelly, Jagged Edge & Avery Storm |

### NPO Radio 2 Top 2000
| Nummer met noteringen in de NPO Radio 2 Top 2000 | '20  | '21  | '22  | '23  | '24  |
| ------------------------------------------------ | ---- | ---- | ---- | ---- | ---- |
| Hypnotize                                        | 1946 | 1666 | 1843 | 1723 | 1826 |

1. ↑  Een vetgedrukt getal geeft de hoogste notering aan.
2. ↑  2020 was het eerste jaar met een notering voor dit nummer.